# 瀬戸市立祖母懐小学校
瀬戸市立祖母懐小学校（せとしりつ そぼかいしょうがっこう）は、かつて愛知県瀬戸市萩殿町2-178にあった公立小学校。

## 概要

### 地理
学区の北側は瀬戸市の中心市街地であり、瀬戸市新世紀工芸館などがある商店街を形成している。学区の南側は猿投山（学区内ではない）に至る丘陵地である。学区の中央部はかつて陶磁器工場や問屋街がひしめいていた瀬戸焼生産の場である。学区の東端は東公園であり、西端は南公園である。

### 児童数
2019年（令和元年）5月1日現在の児童数は、以下の通りであった。
| 学年 | 1年 | 2年 | 3年 | 4年 | 5年 | 6年 | 男 | 女 | 合計   | クラス数 |
| ---- | --- | --- | --- | --- | --- | --- | -- | -- | ------ | -------- |
| 人数 | 31  | 24  | 13  | 24  | 25  | 18  | 71 | 64 | 135(5) | 9(3)     |

※(　)内の数字は特別支援学級分を再掲したもの。

### 教職員数
2019年（令和元年）5月1日現在の教職員数は、以下の通りであった。
|      | 教 員 | 教 員 | 教 員 | 事 務 | 調理員 | 用務員 |
| 男   | 女    | 合計  |       | 事 務 | 調理員 | 用務員 |
| ---- | ----- | ----- | ----- | ----- | ------ | ------ |
| 人数 | 8     | 8     | 16    | 1     | 2      | 1      |

## 歴史

### 年表
- 1916年（大正5年）4月1日 - 瀬戸市立第三尋常小学校として開校[3]。児童数197名、教職員数7名[4]。
- 1917年（大正6年） - 全校児童286名になり、学ぶ教室が不足して二部制の授業が行われる[5]。職員室も教室に使い、仮職員室が廊下につくられる[5]。
- 1918年（大正7年） - 増築校舎竣工、140坪5教室[5]。全校児童672名となる[5]。
- 1921年（大正10年） - 新築校舎竣工、6教室[6]。それに伴い、二部制の授業が終了する[6]。
- 1925年（大正14年）9月1日 - 瀬戸祖母懐尋常小学校に改称[7]。
- 1926年（大正15年）7月 - 瀬戸東部訓練所を併設する[8]。
- 1929年（昭和4年）10月1日 - 瀬戸市の市制施行に伴い、校名を瀬戸市祖母懐尋常小学校に改称[9]。
- 1933年（昭和8年）10月21日 - 新築校舎・運動場埋め立て竣工に伴う落成式を挙行[10]。
- 1936年（昭和11年） - 東校舎裏に建坪20坪の窯場が竣工[11]。
- 1937年（昭和12年） - 西校舎を取り壊し、改築校舎を竣工[11]。
- 1941年（昭和16年）4月 - 瀬戸市祖母懐国民学校に改称[12]。
- 1947年（昭和22年）4月 - 瀬戸市立祖母懐小学校に改称。
- 1950年（昭和25年）8月 - プール竣工式。瀬戸市内の学校で初のプールだった[13]。
- 1954年（昭和29年） - 校歌が完成する[14]。
- 1955年（昭和30年）5月 - 校地東隣接地約250坪を購入し、校地を拡張[14]。
- 1957年（昭和32年）5月 - 愛日地方教育事務協議会より学習指導の研究委嘱を受け、図画工作の指導についての研究発表を行う[15]。
- 1960年（昭和35年）5月 - 物置小屋及び自転車置場7坪を増築[15]。
- 1962年（昭和37年）10月 - 文集「窯の子」第1号が発行される[16]。
- 1965年（昭和40年）11月 - 現在の校舎に移転[17]。
- 1967年（昭和42年）9月 - 校庭整備工事着工[18]。
- 1968年（昭和43年）4月 - 体育器具庫完工[18]。
- 1973年（昭和48年）3月 - 体育館建設[17]。
- 1975年（昭和50年）7月 - 交通コーナーの開設式を行う[19]。
- 1977年（昭和52年）9月 - 開校60周年記念碑「開学の地」の除幕式を旧祖母懐公民館（現祖母懐交差点付近）にて行う[20]。
- 1978年（昭和53年）8月 - 校庭にアスレチック施設が完成[20]。
- 1978・79年（昭和53・54年） - 市教委委嘱「体力つくり」実践活動をすすめる[17]。
- 1980年（昭和55年）8月 - プール建設[17]。
- 1981・82年（昭和56・57年） - 県教委・健康会県支部・市教委委嘱「学校安全」の研究を深める[17]。
- 1984年（昭和59年）6月 - 粘土作品の焼成窯を新設[21]。
- 1986年（昭和61年）7月 - 校舎の大規模改修が行われる[22]。
- 1989年（平成元年） - アスレチック施設の大改修が行われる[22]。
- 1992年（平成4年） - 日本視聴覚教育協会主催全国自作視聴覚教材コンクール小学校の部で文部科学大臣賞を受賞[23]。
- 1999年（平成11年） - コンピュータ教室が完成[24]。
- 2001・02年（平成13・14年） - 県教育センター委嘱「小学校における英語活動」の研究を受ける[3]。
- 2005年（平成16年）7月・9月 - 愛知万国博覧会見学[25]。
- 2006・07年（平成18・19年） - 県教委委嘱「小中連携教育」の研究を受ける[26]。
- 2010年（平成22年）4月 - 特別支援学級が始まる[26]。
- 2016年（平成28年）5月 - 創立100周年記念行事を開催[27]。
- 2020年（令和2年）3月31日 - 瀬戸市の中心市街地の5校（瀬戸市立道泉小学校、瀬戸市立深川小学校、瀬戸市立古瀬戸小学校、瀬戸市立東明小学校、瀬戸市立祖母懐小学校）と2中学校（瀬戸市立本山中学校、瀬戸市立祖東中学校）を統合、義務教育学校の瀬戸市立にじの丘学園の開校により廃校[28]。

### 沿革
1947年度（昭和22年度）の児童数は798人を数え、1957年度（昭和32年度）には950人に達した。1965年（昭和40年）には現在地の高台に移転している。しかしその後は児童数が減少に転じ、1967年度（昭和42年度）の児童数は601人、1977年度（昭和52年度）の児童数は543人、1987年度（昭和62年度）の児童数は349人、1997年度（平成9年度）の児童数は204人、2007年度（平成19年度）の児童数は139人、2017年度（平成29年度）の児童数は121人となった。

### 児童数の変遷
『愛知県小中学校誌』（2018年）によると、児童数の変遷は以下の通りである。
| 1947年（昭和22年） | 798人 |  |
| 1957年（昭和32年） | 950人 |  |
| 1967年（昭和42年） | 601人 |  |
| 1977年（昭和52年） | 543人 |  |
| 1987年（昭和62年） | 349人 |  |
| 1997年（平成9年）  | 204人 |  |
| 2007年（平成19年） | 139人 |  |
| 2017年（平成29年） | 121人 |  |

## 校訓
- われらは日本の宝なり　われらは瀬戸の宝なり　われらは家の宝なり[29]

## 学校行事
2019年度の学校行事（予定）は以下の通りであった
| - 4月 入学式、始業式、地域訪問、授業参観 - 5月 - 6月 野外活動、学校公開、個人懇談 | - 7月 終業式 - 8月 夕すずみの会、出校日、始業式 - 9月 スポーツフェスティバル | - 10月 修学旅行 - 11月 個人懇談 - 12月 終業式 | - 1月 始業式 - 2月 祖母懐小を送る会 - 3月 6年生を送る会、卒業式、修了式 |

## 通学区域
南仲之切町、蛭子町、祖母懐町、陶生町、西郷町、仲郷町、一里塚町、中山町、川合町、春雨町、上ノ切町、秋葉町、東茨町、陶栄町、東本町1・2丁目、萩殿町1〜5丁目、塩草町のうち98番及び104番から356番までの区域

## 進学先中学校
- 瀬戸市立祖東中学校（閉校時まで）

## 学区内の主な施設
- 瀬戸市新世紀工芸館
- 瀬戸市祖母懐公民館
- 東保育園
- 春雨墓苑
- 瀬戸市斎園
- 瀬戸東公園

## 交通
- 名鉄バス・瀬戸市コミュニティバス萩殿町バス停より徒歩5分（400m)

## 出身著名人
- 髙坂峰子 - 終戦直後の女子プロ野球選手。